# Morschwiller-le-Bas

Morschwiller-le-Bas este o comună în departamentul Haut-Rhin din estul Franței. În 2009 avea o populație de 3.330 de locuitori.

## Evoluția populației
| An        | 1975  | 1982  | 1990  | 1999  | 2006  | 2009  |
| --------- | ----- | ----- | ----- | ----- | ----- | ----- |
| Populație | 2.122 | 2.206 | 2.445 | 2.606 | 3.039 | 3.330 |